# Orthomnion
Orthomnion là một chi rêu trong họ Mniaceae.